# Rudy Geldhof
Rudy Geldhof (Brugge, 13 oktober 1942 - Brugge, 18 april 1992) was een Belgisch toneelschrijver, scenarist en dichter.

## Familie
Rudy was de zoon van Rudolf Geldhof (Knesselare, 8 juli 1916 – Brugge, 13 maart 1989) en Marguerite Sierens. Rudolf was leerlooier, in opvolging van zijn vader Karel Geldhof. Na de geboorte van Rudy kwamen nog drie broers: Rony (Brugge 24 mei 1945 – 25 juli 2000), Regy (Brugge 19 mei 1948) en Randy (Brugge 4 januari 1952). 
Hij huwde met Marleen Vandenabeele in 1975 en het echtpaar kreeg twee zoons: Alexander (Brugge 14 november 1977) en Rudolf (Brugge 13 februari 1981). In 1990 ging het echtpaar uit elkaar. Hij woonde in de Rodestraat 33 en had een landelijk  tweede verblijf in Oedelem. Om rustig te kunnen schrijven trok hij zich vaak terug in de abdijen van Steenbrugge of van Zevenkerken. Onverwacht, nog voor hij vijftig werd, bezweek hij aan een hartstilstand. Hij werd begraven na een uitvaartmis in de Sint-Annakerk.

## Levensloop
Tijdens de periode van zijn lager onderwijs in Knesselare wist Geldhof al dat hij schrijver wilde worden. In 1955 verhuisde de familie naar de Koningin Astridlaan in Assebroek, waar de vader een nieuwe leerlooierij, met aanpalende villa had gebouwd. Na enkele jaren werd het een fabriekje voor lederen handschoenen. 
Geldhof liep school in het pas opgerichte Onze-Lieve-Vrouwcollege, een stichting van het Brugse Sint-Lodewijkscollege. Tijdens de humaniora begon hij gedichten te schrijven. Hij stuurde er een paar van op naar het Poëtisch Bericht van West-Vlaanderen. In 1960 werden er twee van gepubliceerd, met als titels terras en impressie 's avonds. Hij kreeg er 300 fr. voor, zijn eerste geld verdiend met het schrijven.  
In 1961-62 volgde hij de eerste kandidatuur klassieke talen aan de Leuvense universiteit. Hij ging daarop werken in het vaderlijke bedrijf. In 1964-65 volbracht hij gedurende twaalf maanden zijn militaire dienstplicht in Sint-Truiden. Hij keerde nadien weer terug naar het familiebedrijf.
In mei 1968 ging hij in op een aankondiging voor een activiteit als tolk in La Croix Bleue, een souvenirwinkel in Lourdes. In september kwam hij weer naar België, gesolliciteerd als midvoor in de Knesselaarse voetbalploeg. Een krant schreef over hem in 1969: Eén der gevaarlijkste voorspelers die er momenteel in derde Provinciale Oost-Vlaanderen rondlopen. 
Om aan zijn ambitie te beantwoorden en tijd vrij te hebben voor het schrijven, vond hij een goedbetaalde seizoensjob op de pakketboten Oostende-Dover. Hij werkte vier seizoenen als ticketcollector bij de Regie voor Maritiem Transport. Hij hield hieraan voldoende verdiensten over om in de winter zijn droom te verwezenlijken en zich aan het schrijven te wijden. Hij experimenteerde met proza en poëzie. In Londen kocht hij stapels pockets over toneel en over de "angry young men". Uit oude kranten, die gebruikt werden in het atelier van zijn vader, knipte hij recensies uit over toneel en legde hiervan een verzameling aan. Een ongebruikt deel van het fabriekspand mocht hij inrichten als kunstatelier.

## Ongepubliceerd werk
Zijn eerste volledig toneelwerk werd Vriend, waar hij twee jaar aan werkte. Het was af in 1970 en hij stuurde het naar alle gekende toneelgezelschappen. De reactie was mager tot onbestaand en het stuk werd nooit opgevoerd.
In 1971 schreef hij Mijn Vakantie met Blomme. Ook dit stuk werd nooit opgevoerd.

## De Kelk
In 1973 opende Geldhof in de Langestraat in Brugge het Cafétheater De Kelk, in een pand dat al een tiental jaren leegstond. De bovenzaal werd een klein theater.
Hij schreef er de eenakter De Geit voor, maar vond acteurs noch regisseur. Het werd dan ook niet opgevoerd. Er werden gastvoorstellingen gegeven door onder meer het Theater Malpertuis uit Tielt. Voor het Nieuw Vlaams Toneel schreef Geldhof de eenakter Buurt, die samen met De Geit in januari 1975 in première ging in Antwerpen. Nadien werden ze ook in De Kelk opgevoerd. In 1976 werd Het souper opgevoerd in Tielt. In 1977 Eénentwintigen in Antwerpen. 
Samen met Jacky Tummers stichtte hij in 1977 de vzw Teater De Kelk. Er werd een nieuwe theaterruimte gebouwd achter de gelagzaal, met een 80-tal zitplaatsen. De bovenzaal deed verder dienst als danszaal voor jongeren. 
In 1978 gingen drie van zijn stukken in première:
- Twee Vrouwen in Teater De Kelk;
- Mijnheer Karel in Malpertuis Tielt;
- Katanga Diane in Teater De Kelk.

In 1979 volgde 
- Winnaars en Verliezers, gecreëerd in het nieuwe Ankerruitheater van het NVT in Antwerpen.

Teater De Kelk kreeg een eerste betoelaging vanaf het seizoen 1979-1980. De dagelijkse leiding liet Geldhof voortaan over aan een afgestudeerde van het HRITCS in Brussel, teneinde meer tijd te hebben voor het schrijven.
In 1980 schreef hij De Vrije Madam. Het Ensemble Belgisch-Nederlandse Teaterprodukties, nam de productie op zich en Jaak Vissenaken speelde de hoofdrol, in een regie van Annelies Vaes. Het werk kende honderden opvoeringen in Vlaanderen en Nederland. 
Bob en Liesbeth ging in première in november 1981 in Teater De Kelk. Chris Lomme, speelde de rol van Liesbeth. Via haar kreeg Rudy de opdracht een volavondstuk te schrijven voor de KNS. Hij slaagde er echter niet in.

## Televisiewerk
Vanaf 1981 werkte Geldhof in stijgende mate voor BRT-televisie. Zo werden uitgezonden:
- in november 1981, zijn bewerking van De Pornofilm (H.Walbert)
- in oktober 1982, zijn bewerking van Cello en Contrabas (Maurits Dekker)
- in januari 1983, zijn bewerking van Lente (Cyriel Buysse)
- in maart 1983, zijn bewerking van zijn eigen toneelstuk Het Souper
- in oktober 1984, zijn bewerking van Tantes (C.Buysse)
- in november 1984, zijn bewerking van De Surprise (Belcampo)
- in oktober 1986, de bewerking van zijn De Vrije Madam

In opdracht van de Korrekelder in Brugge schreef hij het stuk Huis van vertrouwen dat op 11 februari 1987 in première ging.
De BRT gaf hem de opdracht een televisieserie van zeven afleveringen te schrijven over de ervaringen van de Vlamingen tijdens de Tweede Wereldoorlog. Hij gaf er de naam Klein Londen, Klein Berlijn aan. De serie werd een groot succes en behaalde een enorme kijkdichtheid.
Op 10 februari 1991 werd Madame Freundlich uitgezonden, die hij had geschreven voor de BRT-televisiereeks "Oog in oog", waaraan ook de Nederlandse oproep IKON deelnam. Het ging om een monoloog, opgevoerd door Ann Petersen.
Geldhof kreeg van de BRT de opdracht een zesdelig feuilleton te schrijven over De Moorden van Beernem. Het kreeg de titel De bossen van Vlaanderen. De serie werd in Nederland en België uitgezonden en kreeg veel waardering.
Na de successen van "Klein Londen, Klein Berlijn" en van "De Bossen van Vlaanderen" stelde Rudy aan de BRTN voor om een nieuw televisiefeuilleton te schrijven, gebaseerd op autobiografische elementen en op het leven en de heldendaden van de grote verzetsman Roger Morsa. Het zou gaan om de naoorlogse periode, onder de titel: De Jaren 50. Het ontwerp werd door de BRTN goedgekeurd en in 1990 kreeg hij de opdracht het scenario uit te schrijven. Alleen de dialogen ontbraken nog. Er werden echter geen financiële middelen gevonden, zodat het scenario nooit werd afgewerkt en De Jaren 50 nooit geproduceerd werd.
In opdracht van Arca schreef hij in 1991 Prins Karel, Graaf van Vlaanderen en overleed enkele dagen voor het stuk in première ging.
Verschillende van zijn projecten bleven achterwege. Hij wilde namelijk toneelstukken schrijven over onder meer Guido Gezelle, gravin d'Hespel en Achille Van Acker.

## Prijzen
Rudy Geldhof ontving verschillende literaire prijzen:
- 1976: Provinciale Prijs voor Letterkunde Dramatische Kunst voor De Geit
- 1980: Nestor De Tièreprijs (Koninklijke Academie voor Nederlandse Taal en Letterkunde) voor Winnaars en Verliezers
- 1980: Visser Neerlandiaprijs van het Algemeen-Nederlands Verbond voor De Vrije Madam
- 1982: West-Vlaamse Provinciale Prijs voor Dramatische Kunst, voor Eenentwintigen
- 1984: Edmond Hustinckxprijs voor zijn ganse oeuvre
- 1984: Van Veldekeprijs voor zijn ganse oeuvre
- 1988: Prix Becker Evry (Paris) voor Lady Katanga (meilleur texte)

## Nota
1. ↑  Soms is ook geschreven dat het om een maagbloeding ging.

- Digitale Bibliotheek voor de Nederlandse Letteren: geld014
- Gemeinsame Normdatei: 140256555
- International Standard Name Identifier: 0000 0000 7592 396X
- Nederlandse Thesaurus van Auteursnamen: 070256187
- Virtual International Authority File: 103793160
- WorldCat: E39PBJkxDvTf6bx9j4M4FRXw4q